# I… comme Icare
Pour les articles homonymes, voir Icare (homonymie).
Pour plus de détails, voir Fiche technique et Distribution.
I… comme Icare est un film français réalisé par Henri Verneuil, sorti en 1979.

## Synopsis
L'histoire se déroule dans un pays occidental dont le nom n'est jamais cité.

### Assassinat du président
Marc Jary est un président triomphalement réélu. Il se rend en voiture décapotable au congrès afin d'y prêter serment pour entamer son second mandat. Le temps est splendide. La foule en liesse s'amasse sur le parcours et un groupe exalté de partisans fait soudain barrage devant la voiture, près des caméras de la télévision nationale. Le président apprécie ce bain de foule et la voiture reste immobile un long moment.
Un homme blond qui est au sommet d'une tour de bureau observe le président. Il est porteur d'un fusil à lunette trouvé et déballé dans les lieux. La décapotable au loin est toujours immobile, ce qui donne à l'homme blond une ligne de mire idéale, plongeante et sans obstacles. Il vise Jary et actionne la détente trois fois, mais l'arme ne tire pas : son chargeur était vide. Très surpris, il se prend la tête entre ses mains, sans penser à s'éloigner.
Soudainement, trois coups de feu très précis sont tirés en rafale. Le président toujours debout dans sa décapotable se retrouve abattu par un autre inconnu devant le public ébahi. C'est la panique générale et la foule court et crie en tous sens.
Un témoin signale expressément à un policier qu'il a vu un homme armé au sommet du bâtiment de bureau. De nombreux policiers débarquent en nombre au rez-de-chaussée. L'homme blond est découvert dans un ascenseur qui arrive du dernier étage. Il est mort d'une balle dans la tête. Une arme de poing encore fumante est près de son corps.
Une commission d'enquête travaille pendant un an pour élucider les circonstances de l'attentat. Elle est dirigée par le président de la Haute Cour de justice, Frédéric Heiniger. Le rapport final de cette commission est sans appel. Il est conclu que le président Jary a été assassiné par l'homme blond, qui s'appelait Karl-Éric Daslow, vingt ans. D'après le rapport, l'assassin était névropathe et solitaire, a agi par folie et avec préméditation, sans l'aide de personne, puis qu'il s'est suicidé dans la cabine d'ascenseur pour éviter de se faire attraper vivant.
Le procureur Henri Volney est membre de la Commission et il refuse net de signer ce document. Le soir même, il est invité à s'expliquer dans une émission diffusée en direct à la télévision. Il fait face aux quatre autres membres de la commission, aux journalistes et au public. Volney parvient, par un coup de bluff, à faire avouer à Heiniger que ce dernier a reçu une lettre du nouveau président, lui enjoignant de conclure qu'il n'y a eu ni complot ni conspiration. Le procureur émet également des doutes sur toutes les autres conclusions du rapport. Volney reçoit les pleins pouvoirs pour recommencer l'enquête conformément à la charte de la commission.

### Remise à plat
Le procureur reprend le fil de l'histoire avec l'aide de ses quatre collaborateurs.
Des films amateurs de l'assassinat sont récupérés après un appel national, dont celui de Robert Sanio. Cet homme se trouvait avec une dizaine de personnes près d'un muret, sur le rebord d'une esplanade à plusieurs mètres de hauteur. Il filmait le cortège devant lui. Puisque l'immeuble utilisé par l'assassin était derrière ce petit groupe, le meurtre fut donc filmé de face. De nombreux détails ont été filmés pendant la parade et après. En effet, le film continue quelques secondes après la fusillade, ce qui permet de remarquer quelque chose d'essentiel pour l'enquête : juste après les coups de feu, les témoins s'accroupissent devant le muret et sont plusieurs à tourner la tête vers les fenêtres du bâtiment. Ils désignent un homme de grande taille au deuxième étage, raide et en vêtements de qualité, tenant un puissant fusil. Cette découverte est capitale car la silhouette brune qu'ils pointent du doigt ne peut être Daslow. Les bureaux du deuxième étage de l'immeuble sont restés vides depuis, les employés sont partis le lendemain même de l'attentat et leur entreprise est une société fantôme : tout pour corroborer une machination.
Volney interroge Nicky Farnèse, celui qui a affirmé avoir vu Daslow. Après vérification en s'aidant de photos diverses prises à cet endroit, il s'avère que Farnèse est un faux témoin pour deux raisons : il est myope et ne portait pas ses lunettes correctrices ; et son point de mire « officiel » était obstrué par un car-régie.
Le procureur fait réaliser une reconstitution de l'assassinat. Un tireur d'élite reproduit les tirs depuis le sommet de la tour vers une cible figurant la voiture du président. Les douilles se retrouvent largement dispersées, contrairement à celles de Daslow, « retrouvées » à moins d'un mètre de l'arme « alléguée » de l'assassinat. Cette discordance accrédite l'hypothèse d'une mise en scène. Auquel cas, Daslow en est à la fois acteur et victime.
À l'issue des recherches des collaborateurs, il s'avère que sept des neuf témoins sur la balustrade se sont spontanément présentés pour déposer devant la commission Heiniger. Le procureur ne le savait même pas puisque ces témoins furent à l'époque écartés systématiquement par les sous-commissions avant même de pouvoir lui parler officiellement. Tous les sept sont décédés depuis et dans des circonstances plus que suspectes qui sont égrenées par les enquêteurs : pendaison, empoisonnement, accidents de la route et victimes d'armes à feu. Un huitième a aussi été retrouvé assassiné par balle. Quant au neuvième ? C'est « l'inconnu de service », dixit un enquêteur.

### Avancée dans l'enquête
Le procureur lance un appel national via le petit écran pour retrouver le neuvième témoin. Ce dernier dîne devant la télévision et voit l'appel en direct. Il s'appelle Frank Bellony. Son épouse le convainc d'appeler le procureur pour mettre les choses au clair. Il est fort réticent mais accepte de l'appeler. En apprenant le sort funeste de ses autres camarades, il se retrouve contraint à interagir avec l'enquête. Il va scruter le soir même une longue série de diapositives de suspects sans identifier le tireur du deuxième étage, mais il reconnaît un autre homme qui était à quelques mètres de lui sur le trottoir en contrebas. Ce dernier est resté dans sa mémoire car juste avant les coups de feu, il a curieusement ouvert un parapluie alors qu'il faisait un temps splendide. L'homme qu'il met en cause est Carlos De Palma, originaire du Honduras : c'est un membre de la pègre déjà condamné et qui semble bénéficier de protections. 
Le vrai tireur prend conscience que son anonymat est en danger. Durant la même nuit, il prend contact avec le mafieux en question ; un rendez-vous est arrangé à trois heures du matin dans un restaurant de luxe. Le vrai tireur est un bellâtre orgueilleux et fier, qui connait sa valeur. Par fanfaronnade, étant certain d'être intouchable, il sous-entend à son convive qu'il peut parler à la police s'il se fait retrouver. Il n'aura pas le temps une ombre passe derrière son dos pour l'assassiner sur place.
Une photographie versée au dossier d'instruction où Daslow brandit un fusil s'avère un photomontage, comme le prouve sa date alléguée (mars), contradictoire avec la floraison des hortensias (juillet ou août); de même qu'une incohérence météorologique pour une tempête le jour de la prise de photo qui montre pourtant un temps splendide.
Daslow avait participé à une expérience sur la soumission à l'autorité un an avant l'attentat. Cette expérience comportementale (similaire à l'expérience de Milgram) avait démontré qu'il acceptait volontairement de « se soumettre aux ordres d'une autorité supérieure qu'[il] estime et qu'[il] respecte ».
Volney trouve ensuite un lien entre les quatre personnes impliquées : le vrai tireur Luigi Lacosta (retrouvé depuis décédé dans sa voiture immergée), le faux assassin Daslow, le faux témoin Farnèse et l'homme au parapluie (De Palma, dont on comprend qu'il coordonnait les actions) sont tous liés d'une façon ou d'une autre avec le directeur des activités secrètes des services spéciaux, Richard Mallory. Ils ont été payés par cet homme et c'est le fil qui les relie tous à lui

### I comme Icare
Un collaborateur du procureur organise une fouille illégale et secrète de l'appartement de Mallory en l'absence de ce dernier. Les talents d'un cambrioleur professionnel sont mis à l'œuvre en échange pour lui d'une promesse de réduction de peine. Volney se trouve dans les environs et prend sur lui de discuter dans la rue avec Mallory pour retarder son retour à son domicile. Le cambriolage se réalise dans les temps et permet par un heureux hasard de trouver une cassette audio codée.
Le procureur, bourreau de travail, se rend seul dans son bureau situé au sommet d'une tour de bureaux. Il parvient à décoder la cassette en modifiant la vitesse de lecture. Cela lui prend une nuit d'efforts acharnés. L'enregistrement contient de nombreux éléments confidentiels dont « Zénith », qui décrit les détails d'une opération réussie il y a plusieurs années pour déstabiliser un pays étranger et assassiner son président, le tout géré sur le long terme par « Minos », un groupe de pouvoir occulte qui met au point les opérations. À la fin de l'enregistrement, le groupe Minos donne des ordres de lancement d'une opération « I comme Icare » avec la date limite, celle du jour même, le 17 juin avant minuit. Après avoir contacté en vain le chef des services secrets (qui a été limogé et remplacé par Mallory), Volney enregistre un message sur son dictaphone pour le président, l'avertissant de l'opération qui doit avoir lieu le jour même, sans savoir en quoi elle consiste ni ce qu'elle vise.
Épuisé, il téléphone finalement à l'aube à sa femme, écrivaine et philosophe, pour lui demander ce que le mythe d'Icare peut lui évoquer. Pendant qu'elle se renseigne en puisant dans son dernier livre, Volney se rend devant la grande fenêtre de son bureau. Il est calme et serein. Alors qu'il laisse son regard vagabonder, il est atteint d'une balle tirée depuis une fenêtre de l'immeuble d'en face. Pendant qu'il s'écroule au ralenti, sa femme lui répond sur Icare et elle conclut : « celui qui s'approche de la grande vérité finit par se brûler les ailes ».
Le film se termine sur un plan fixe du bureau. La caméra recule vers le seuil en longeant un petit couloir. L'ascenseur est en marche ; ses portes s'ouvrent lentement. Une ombre va en sortir, quelqu'un qui vient sans doute pour nettoyer toutes traces (détruire les preuves et dossiers du procureur).

## Fiche technique
- Titre : I... comme Icare
- Réalisation : Henri Verneuil
- Scénario : Henri Verneuil et Didier Decoin
- Musique : Ennio Morricone
- Décors : Jacques Saulnier
- Costumes : Isabelle de Vignon
- Photographie : Jean-Louis Picavet
- Son : Serge Deraison et Jacques Maumont
- Montage : Henri Lanoë
- Production : Henri Verneuil
- Directeur de production : Jacques Juranville
- Sociétés de production : V Films, Société française de production et Antenne 2
- Société de distribution : AMLF
- Pays de production :  France
- Langue originale : français
- Format : couleur (Eastmancolor) — 35 mm — 1,66:1 — son monophonique
- Genre : policier, thriller, drame
- Durée : 122 minutes
- Date de sortie : 
  - France : 19 décembre 1979

## Distribution
(Hormis pour Yves Montand, distribution par ordre alphabétique conformément au générique du film)
- Yves Montand : procureur Henri Volney
- Michel Albertini : Luigi Lacosta, véritable tireur
- Roland Amstutz : Pierre Gregory, un policier
- Jean-Pierre Bagot : Max, assistant du procureur Volney
- Georges Beller : Sam Kido, journaliste qui annonce la mort du président
- Maurice Bénichou : Robert Sanio, l'homme à la caméra
- Edmond Bernard : le présentateur du débat télévisé
- Françoise Bette : Mme Bellony
- Roland Blanche : Garcia Santos, le cambrioleur
- Benoît Brione : le reporter Bobino
- Jacques Bryland : Nicolas Rosenko, témoin supprimé
- Gabriel Cattand : le président Marc Jary
- Nanette Corey : la femme du procureur Henri Volney
- Jacques Denis : le moniteur Despaul
- Erick Desmarestz : Bob Dagan, assistant du procureur Volney
- Thierry Dewavrin : rédacteur du journal
- Étienne Dirand : le médecin de l'hôpital
- Henry Djanik : Nicky Farnese, le faux témoin (crédité Henri Djanik)
- Michel Dussarat : Robert Kosheba, témoin supprimé
- Michel Etcheverry : Frédéric Heiniger, le président de la Haute Cour de Justice
- Joséphine Fresson : Marianne Delila, témoin supprimé
- Jean-François Garreaud : Vernon Calbert, assistant du procureur Volney
- Jean-Claude Jay : Albert Philippe, le sénateur
- Brigitte Lahaie : Monique alias Ursula Hoffmann, témoin supprimé
- Bernard Larmande : l'agent de police Lambard
- Daniel Léger : Guillaume Gémenos, témoin supprimé
- Jean Lescot : Franck Bellony, témoin survivant et prudent
- Jean Leuvrais : Robert Picard, le ministre de la Justice
- Gérard Lorin : Flavius, l'assistant de Naggara
- Marcel Maréchal : l'élève Rivoli
- Gérard Moisan : inspecteur au talkie-walkie
- Louis Navarre : Me Keller, l'avocat de Sanio
- Jean Négroni : Carlos de Palma, gangster exilé (l'homme au parapluie)
- Jean Obé : Hugues Adler, directeur des services secrets
- Didier Obin-Labastrou : Serge Levis, témoin supprimé
- Alain Ollivier : le directeur du laboratoire Kodak
- Paco : le régisseur du Buffalo
- Robert Party : Général Anthony Baryn
- Michel Pilorgé : reporter de télévision
- Roger Planchon : Pr David Naggara
- Michel Raskine : Ramon Gimenez, témoin supprimé
- Christian Remer : Charles Polony, témoin supprimé
- Didier Sauvegrain : Karl-Éric Daslow, faux tueur
- Jacques Sereys : Richard Mallory, chef des opérations spéciales des services secrets
- Georges Staquet : concierge de la Trans-Continental Import-Export (l'immeuble du tireur)
- Jacqueline Staup : Mme Lapierre, rapporteur de la Commission Heiniger
- Georges Trillat : l'inspecteur au bar Manhattan
- Pierre Vernier : Charly Feruda, assistant du procureur Volney
- Gilles Détroit : un suspect sur les diapos (non crédité)
- André Falcon : Darsell (non crédité)
- Denise Gence (scène coupée au montage)
- Henri Verneuil : dans la régie de la chaine de télévision, quand Volney attend la réponse d'Heiniger déstabilisé (caméo non crédité) / l'annonceur de la boite de strip-tease Buffalo (caméo vocal non crédité)

## Production

### Genèse
Henri Verneuil a mis deux ans pour écrire le scénario du film avec Didier Decoin. Leur scénario reprend un thème exploré par Alan J. Pakula cinq ans avant dans The Parallax View (À cause d'un assassinat), dans lequel les témoins de l'assassinat d'un sénateur américain sont tous tués les uns après les autres, par une société secrète qui recrute des assassins en les manipulant mentalement.

### Choix des interprètes
Le choix d'Henri Verneuil pour le rôle du procureur intègre s'est d'emblée porté sur Yves Montand.

### Lieux de tournage

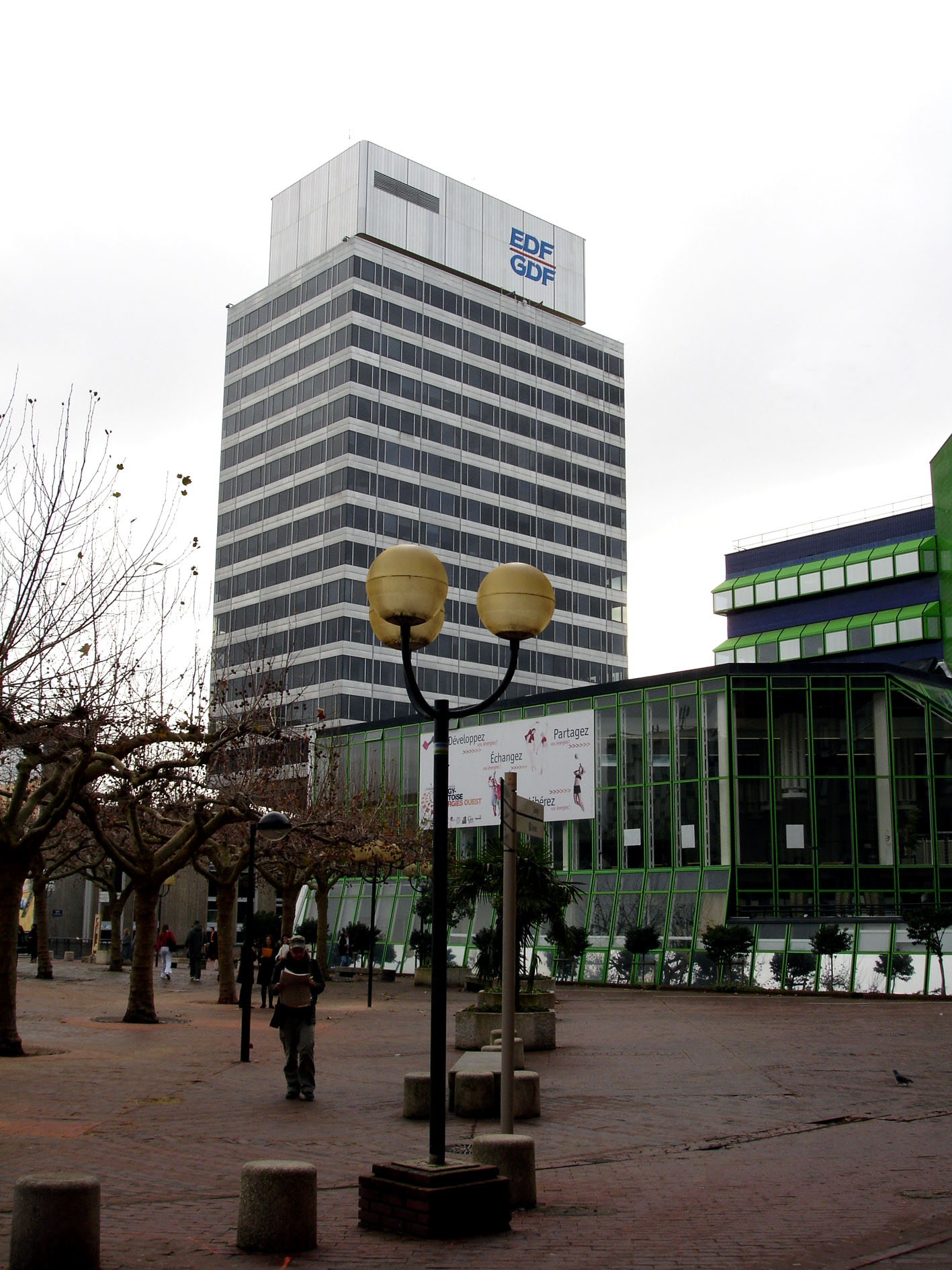
Tour EDF de Cergy-Pontoise.

- Cortège présidentiel au début du film : sur l'actuelle avenue Bernard-Hirsch à Cergy-Pontoise puis, après la sortie du tunnel, à La Défense vers le centre commercial des Quatre Temps.
- Palais du Gouvernement : préfecture de Cergy-Pontoise.
- Emplacement de Daslow au moment de l'assassinat : Tour EDF de Cergy-Pontoise de l'architecte Renzo Moro.
- Hôpital Flemming où est admis le président : hôpital du Val-de-Grâce à Paris.
- Expérience de Milgram : l'expérience est filmée dans l'un des amphithéâtres de cours de l'ESSEC, à Cergy-Pontoise. On voit l'extérieur de l'école à son arrivée puis l'escalier principal de l'école.
- L'ensemble du bureau d'Henri Volney, y compris la vue sur les extérieurs de la ville, a été réalisé dans les studios de cinéma Studios de Billancourt.

## Thèmes du film

### Similitudes avec les États-Unis
L'ensemble du film se déroule dans un pays fictif dont le nom n'est jamais cité. Il est cependant certain qu'il ne s'agit pas de l'Italie, car l'un des conjurés vient de ce pays et se fait qualifier par un enquêteur de « produit d'importation ».
Ce pays évoque fortement les États-Unis, notamment avec le drapeau du pays qui rappelle le drapeau des États-Unis, et la monnaie du pays, le dollar.
De même le final décrivant l'opération Zénith au Tibéria s'inspire des actions de déstabilisation menées par les États-Unis au Chili contre le président Allende, ayant facilité le coup d'État de 1973 et permis l'arrivée au pouvoir de la junte militaire dirigée par Pinochet.
On peut cependant constater dans certains plans, l'insistance sur l'aspect international du scénario par la multitude des langues présentes, par exemple sur les panneaux indicateurs, et par un décor très neutre, rendant l'action possible dans n'importe quel pays.

### Assassinat de John F. Kennedy
Le film est fortement inspiré de l'assassinat de John F. Kennedy en 1963, bien que Henri Verneuil ait mis en garde contre l'amalgame entre son film et cette énigme historique. Le nom du tueur désigné, Daslow, est l'anagramme du nom de l'assassin supposé de Kennedy, Lee Harvey Oswald. Plusieurs autres éléments rappellent l'affaire Kennedy. 
Ainsi on retrouve pour le Président assassiné Jary / Kennedy :
- le 22 du mois (JFK assassiné un 22 novembre et Jary le 22 mai) ;
- une voiture décapotée noire, une parade, une multitude de témoins ;
- plusieurs coups de feu tirés.

Concernant Daslow / Oswald :
- une éventuelle mise en scène de l'arme du crime lorsqu'elle est retrouvée dans le bâtiment ;
- la photo truquée de Daslow avec son fusil, qui rappelle celles d'Oswald (devant sa maison, l'arme à la main et les fleurs écloses derrière lui);
- le mis en cause subit un assassinat des plus rapides, ce qui est fort opportun pour brouiller les pistes.

Sont aussi évoqués :
- la participation possible des services secrets ;
- l'utilisation d'une organisation criminelle comme intermédiaire ;
- le rapport biaisé de la commission Heiniger, évoquant la Commission Warren ;
- la représentation de Jim Garrison dans le personnage du procureur Volney ;
- le film Zapruder, ici représenté par le film de Sanio, pris avec un angle de vue et un appareil identiques ;
- le faux témoin Farnèse, analogue à Howard Brennan qui avait prétendu reconnaître Oswald en train de tirer[9] ;
- l'homme au parapluie (Umbrella Man) : Carlos de Palma dans le film.

Volney faisant partie de la commission Heiniger, ses réticences rappellent aussi celles du sénateur Richard Russell, membre de la commission Warren qui n'acceptait pas la théorie de la balle unique.
Le président Jary reprend également une citation de Kennedy. En effet au tout début du film, la chaîne « International tv programs » rediffuse les images du président interrogé, au moment de sa réélection, sur sa politique pour les années à venir. Celui-ci y déclare :

« Voyez vous... Bernard Shaw disait : « Il y a des gens qui voient les choses comme elles sont et qui se demandent pourquoi, et puis... il y a des gens qui rêvent les choses comme elles n'ont jamais été et qui se demandent… pourquoi pas ? » J'essaierai d'appartenir à cette deuxième catégorie. »

Cette citation est effectivement adaptée d'une réplique du serpent à Ève, dans Au commencement, la première pièce du cycle En remontant à Mathusalem (en), écrite en 1921 par George Bernard Shaw :
« You see things; and you say “Why?” But I dream things that never were; and I say “Why not?”. »
— Acte I, § i
John F. Kennedy a utilisé cette citation dans un discours devant le Parlement d'Irlande à Dublin le 28 juin 1963 (et son frère Robert F. Kennedy en a utilisé une version légèrement modifiée lors de l'élection présidentielle de 1968).

### Expérience de Milgram
Ce film est une critique féroce des pouvoirs dans les sociétés modernes, qu'ils soient occultes (le groupe Minos ou la Mafia), étatiques (services secrets), comportementaux (expérience de Milgram) et approche particulièrement la manière dont un pouvoir, quel qu'il soit, peut amener un quidam à effectuer des actes d'une grande cruauté, qu'importe alors la raison évoquée.
Un passage du film recrée ainsi, à l'Université de Layé (anagramme de Yale), l'expérience de Milgram, qui fut conduite au début des années 1960. Un psychologue américain, Stanley Milgram, montra que deux volontaires sur trois peuvent être amenés, pour une somme dérisoire, à infliger un voltage élevé, donc un choc électrique dangereux, voire mortel, à une personne qu'ils ne connaissent pas, qui ne leur a rien fait et dont la seule faute est de s'être trompé dans un test de mémoire. Le cadre sérieux de l'université et l'autorité présumée des organisateurs de l'expérience suffisaient à légitimer, aux yeux des volontaires, une telle barbarie. L'expérience était truquée et aucune décharge électrique n'était réellement infligée. Cela n'empêcha pas les volontaires de croire sincèrement qu'ils punissaient les simulateurs. Toutefois, les conditions expérimentales ayant donné plus de 63 % de sujets allant jusqu'au bout de l'expérience ne sont pas celles décrites dans le film (« Moniteur » et « Élève » dans des pièces séparées, pas de contact physique). Dans le cadre de sujets dans la même pièce, avec un contact physique entre « Moniteur » et « Élève » (comme dans le film), le taux d'obéissance n'était que de 30 %.
Le film permet en outre à Verneuil de mettre en scène ces expériences de Milgram qui l'ont fasciné et révulsé tout à la fois (il a d'ailleurs mis plusieurs années et plusieurs versions pour arriver au scénario final). Le film semble beaucoup reposer sur cette démonstration scientifique de la capacité humaine à se soumettre à l'autorité. Mais selon des psychologues, Verneuil n'a pas interprété correctement l'expérience, en voyant la soumission à l'autorité comme caractéristique d'une personnalité, là où il faudrait l'envisager en termes situationnels.

## Sortie et accueil

### Box-office
Sorti quelques jours avant les fêtes de fin d'année de 1979, I... comme Icare fait un démarrage relativement modeste avec plus de 237 000 entrées lors de sa première semaine à l'affiche en France, le hissant à la quatrième place du box-office à cette période, dont 112 045 entrées sur Paris, où le film, diffusé dans 29 salles, démarre en seconde place. La semaine suivante, le film réalise un résultat supérieur à son démarrage avec 253 222 entrées, qui lui permet d'atteindre la troisième place du box-office, pour un total de 490 563 entrées.
Pour sa troisième semaine en salles, le long-métrage commence l'année 1980 en prenant brièvement la première place du box-office avec 233 210 entrées, pour un cumul de 723 773 entrées et atteint le million d'entrées en cinquième semaine. Le film fait sa dernière apparition dans le top 30 hebdomadaire la semaine du 26 mars au 1er avril 1980 avec 1 646 623 entrées cumulées depuis sa sortie. En fin d'exploitation, I... comme Icare finit avec 1 829 220 entrées.

## Distinctions

### Récompenses
- 1980 : Grand prix du cinéma français

### Nominations
- 1980 : 5e cérémonie des César[20] (films sortis en 1979)
  - César du meilleur film
  - César du meilleur scénario original ou adaptation pour Didier Decoin et Henri Verneuil
  - César de la meilleure musique pour Ennio Morricone
  - César des meilleurs décors pour Jacques Saulnier
  - César du meilleur acteur pour Yves Montand

## Autour du film
- Il est à noter que seules cinq femmes s'expriment dans le film. Trois d'entre elles sont filmées pendant leurs dialogues (une secrétaire, une femme dans le public et l'épouse de Frank Bellony) et les deux autres sont seulement entendues hors-champ car elles ne s'expriment qu'au téléphone (une blagueuse pendant l'appel à témoin et la compagne de Volney).
- Le groupe de pression s'appelle « Minos ». Or dans le film Peur sur la ville, l'assassin s'appelle également « Minos ».
- Lorsque le procureur Henry Volney examine le livre de Nicolas Rosenko sur Daslow, il est très facile de voir que chaque page du livre est identique.
- Vers la fin du film, le procureur Volney lit des coupures de presse provenant du journal La Tribune, or dans son film suivant Mille milliards de dollars, le personnage principal joué par Patrick Dewaere est journaliste à La Tribune.